# Rockin' with Seka
Rockin' with Seka è un film pornografico statunitense del 1980, diretto da Ziggy Ziggowitz e con protagonisti John Holmes e Seka.
Fu uno fra i primi lungometraggi pornografici stranieri ad uscire nelle sale in Italia in versione integrale senza tagli.

## Trama
Seka racconta alle sue amiche hostess le sue avventure sessuali.